# Столкновение над Бискайским заливом
Столкновение над Бискайским заливом — авиационная катастрофа, произошедшая в четверг 30 июля 1998 года. Авиалайнер Beechcraft 1900D авиакомпании Proteus Airlines выполнял внутренний рейс YS 706 по маршруту Лион — Лорьян, но во время пролёта над Бискайским заливом (во время традиционного облёта вокруг трансатлантического лайнера «SS Norway») столкнулся с частным самолётом Cessna 177RG Cardinal. Оба самолёта разрушились и рухнули в залив около бухты Киброн. Погибли все находившиеся на обоих самолётах 15 человек — 12 пассажиров и оба пилота рейса 706 и пилот «Сессны».

## Сведения о самолётах

### Beechcraft 1900
Beechcraft 1900D (регистрационный номер F-GSJM, серийный UE238) был выпущен в 1996 году (первый полёт совершил 1 августа под тестовым б/н N10726). 8 ноября того же года был передан авиакомпании Proteus Airlines. Оснащён двумя турбовинтовыми двигателями Pratt & Whitney Canada PT6A-67D. На день катастрофы налетал 3342 часа.
Экипаж рейса YS 706 состоял из двух пилотов:
- Командир воздушного судна (КВС) — 31 год, опытный пилот, проработал в авиакомпании Proteus Airlines 10 месяцев и 6 дней (с 24 сентября 1997 года). Управлял самолётами SA-227 и Beechcraft 90, −100, −200 и −1900С. В должности командира Beechcraft 1900D — с 8 июля 1997 года. Налетал 3072 часа, 1365 из них на Beechcraft 1900D.
- Второй пилот — 27 лет, опытный пилот, проработал в авиакомпании Proteus Airlines 7 месяцев и 20 дней (с 10 января 1998 года). Управлял самолётами Beechcraft 90, −100, −200 и −1900C. В должности второго пилота Beechcraft 1900D — с 13 января 1998 года. Налетал 1016 часов, 376 из них на Beechcraft 1900D.

### Cessna 177
Cessna 177RG Cardinal (регистрационный номер F-GAJE, серийный 058) была оснащена винтовым двигателем Lycoming O-360.
Самолётом управлял 70-летний пилот Фрэнсис Гилберт (фр. Francis Gilibert), налетавший 15 348 часов (13 109 из них в должности КВС).

## Расследование
Расследованием причин столкновения над Бискайским заливом занялось Бюро по расследованию и анализу безопасности гражданской авиации (BEA).
Согласно его окончательному отчёту, к столкновению привело то, что пилоты каждого из самолётов, находясь в воздушном пространстве, не контролируемом наземными диспетчерами, в котором предотвращение столкновений должно обеспечиваться внимательным наблюдением за внешней обстановкой, не заметили опасного сближения. Решение экипажа рейса YS 706 изменить режим и траекторию движения поставило его «в ситуацию импровизированного полёта, необычного для общественного воздушного транспорта».
Положение усугубили следующие факторы:
- пилоты обоих самолётов время от времени игнорировали присутствие друг друга в воздухе;
- внимание пилотов обоих самолётов было сосредоточено на круизном лайнере «SS Norway»;
- организация работы в кабине пилотов рейса 706 не обеспечивала эффективного наблюдения за внешней обстановкой снаружи от выполняемого виража;
- мёртвая зона борта F-GAJE, вероятно, не позволяла пилоту видеть рейс 706 в течение части времени их сближения;
- пилоту «Сессны» могло мешать положение солнца на небе;
- на «Сессне» был выключен транспондер, вследствие чего диспетчер в Лорьяне не мог увидеть его на экране радара и предупредить экипаж рейса YS 706.

## Культурные аспекты
Столкновение около бухты Киброн показано в 16 сезоне канадского документального телесериала Расследования авиакатастроф в эпизоде Смертельный вираж.